# Caso del cane marrone

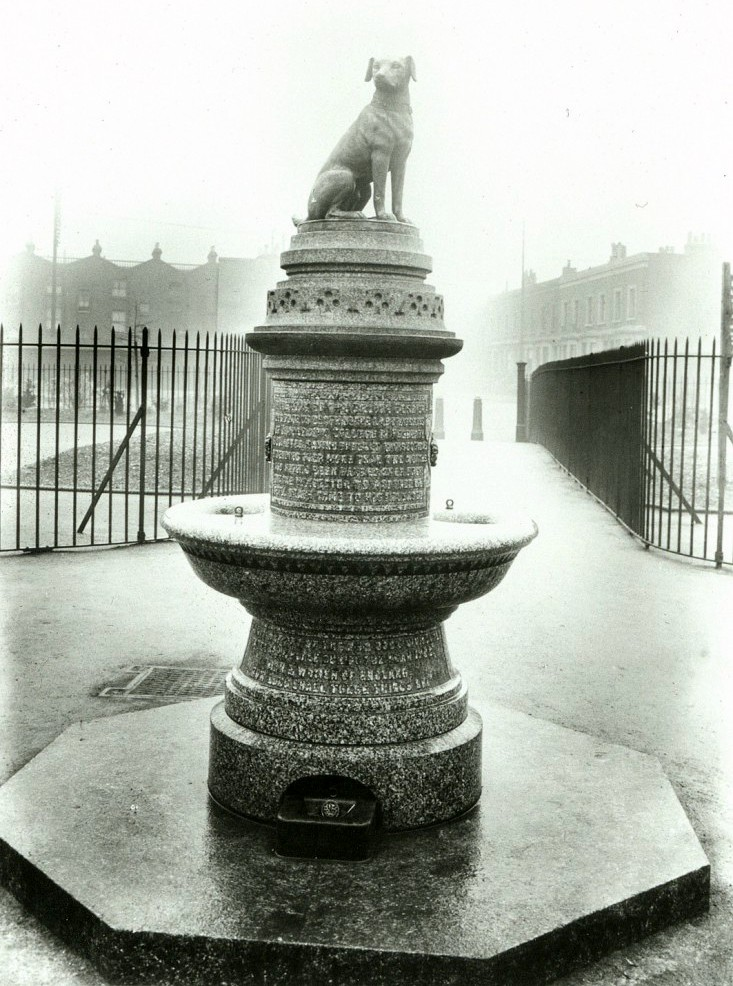
La statua originale, ad opera di Joseph Whitehead, inaugurata nel 1906 a Battersea e presumibilmente distrutta nel 1910.

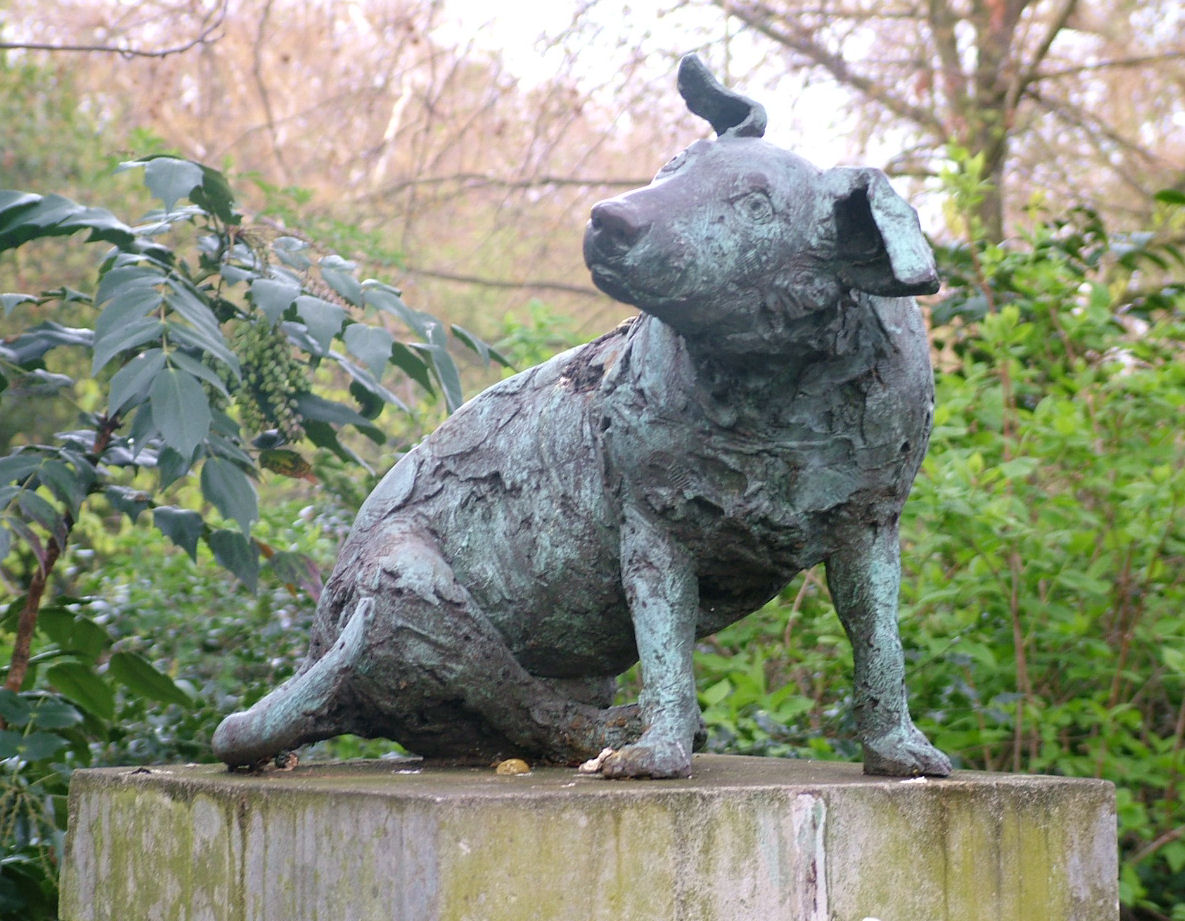
Una nuova statua, ad opera di Nicola Hicks, inaugurata a Battersea Park nel 1985.

Il caso del cane marrone fu una controversia politica riguardo alla vivisezione che infuriò nell'Inghilterra edoardiana dal 1903 al 1910. 
Il caso riguardò l'infiltrazione nella facoltà di medicina di femministe svedesi, le battaglie tra studenti di medicina e polizia, la protezione della polizia alla statua del cane marrone, un processo per diffamazione presso la Corte Reale di Giustizia e l'istituzione di una Commissione Reale per indagare sull'uso degli animali negli esperimenti. Il caso ebbe una grande risonanza tanto da dividere il paese.

## Antefatto

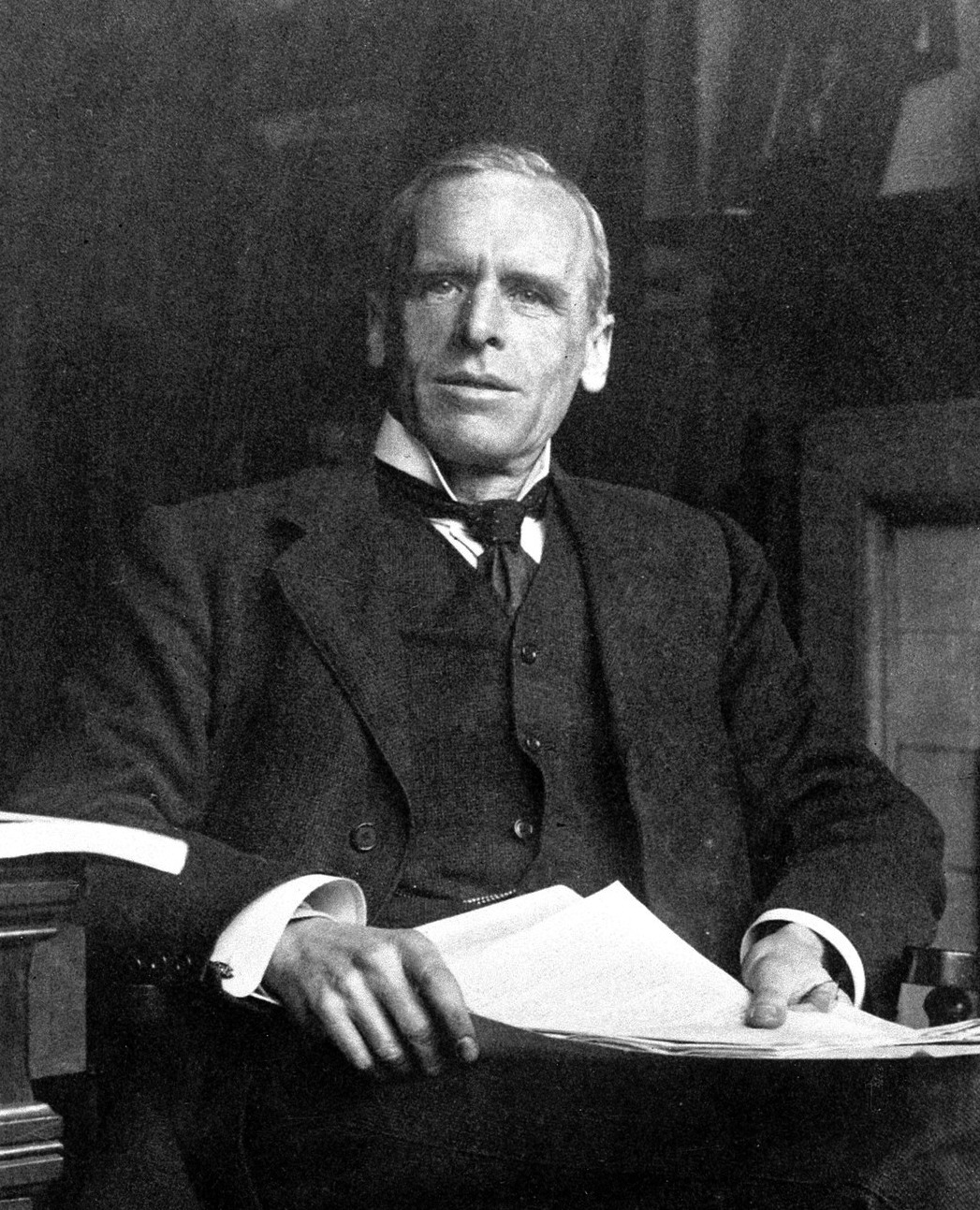
Ernest Starling (1866–1927), professore di fisiologia all'Università di Londra; il suo laboratorio era il più occupato di Londra agli inizi del XX secolo.

In Inghilterra ci fu una forte opposizione alla vivisezione (termine con cui si faceva riferimento alla dissezione di animali vivi con o senza anestesia spesso davanti a una platea di studenti di medicina) in entrambi i rami del parlamento durante il regno della regina Vittoria dal 1837 al 1901. La stessa regina era molto contraria a tale pratica. I fisiologi erano spesso bersaglio degli anti-vivisezionisti come ad esempio il famoso fisiologo francese Claude Bernard che si era attirato le ire dei critici, tra cui la stessa moglie, riferendosi alla “scienza della vita” come a “un salone superbo e dalla luce abbagliante che può essere acceduto solo passando attraverso una lunga e orribile cucina."
La femminista irlandese Frances Power Cobbe fondò la National Anti-Vivisection Society (NAVS) a Londra nel 1875 e la British Union for the Abolition of Vivisection nel 1898; la prima cercò di limitare la vivisezione e la seconda di abolirla. Ci furono circa 300 esperimenti su animali nel Regno Unito nel 1875, una cifra salita a 19.084 nel 1903 quando il cane marrone venne vivisezionato e 4,11 milioni nel 2012, di cui 4.643 cani.
L'opposizione portò il governo britannico nel luglio del 1875 a istituire la prima Commissione Reale sulla "Practica di sottoporre animali vivi a esperimenti per scopi scientifici". Dopo essere venuti a conoscenza che i ricercatori non ricorrevano regolarmente all'anestesia, la commissione raccomandò una serie di misure tra cui la messa al bando di esperimenti su cani, gatti, cavalli, asini e muli. Il General Medical Council e il British Medical Journal protestarono ma in cambio vennero introdotte ulteriori protezioni. Il risultato fu la legge contro la crudeltà verso gli animali del 1876, che fu comunque criticata dalla NAVS che la definì “infame malgrado il titolo".
La legge stabiliva che i ricercatori non potevano essere accusati di crudeltà ma che l'animale doveva essere anestetizzato a meno che l'anestesia interferisse con gli scopi dell'esperimento. Un animale poteva essere utilizzato solo una volta, sebbene potessero essere applicate diverse procedure che riguardavano lo stesso esperimento, e doveva essere soppresso una volta che lo studio si fosse completato a meno che così facendo venisse vanificato l'esperimento stesso. Le accuse potevano avere luogo solo dietro approvazione della Home Secretary, ruolo che all'epoca del caso del cane marrone era ricoperto da Aretas Akers-Douglas, contrario alla causa degli anti-vivisezionisti.

## Il caso
La controversia fu scatenata dalle accuse in base alle quali, nel febbraio del 1903, William Bayliss del Dipartimento di Fisiologia dell'Università di Londra effettuò una vivisezione illegale davanti a una platea di 60 studenti di medicina su un terrier marrone, opportunamente anestetizzato secondo Bayliss e la sua équipe, cosciente e reattivo secondo le attiviste svedesi. La procedura fu ritenuta crudele e fuorilegge dalla National Anti-Vivisection Society. Bayliss, le cui ricerche sui cani avevano portato alla scoperta degli ormoni, si sentì oltraggiato dalle accuse alla sua reputazione: fece causa per diffamazione, vincendola.
Gli anti-vivisezionisti commissionarono una statua di bronzo del cane in sua memoria che venne inaugurata a Battersea nel 1906 con una targa provocatoria che recitava "Uomini e donne inglesi, quanto ancora dureranno queste cose?", cosa che fece insorgere gli studenti di medicina.
La statua fu oggetto di frequenti vandalismi tanto che la polizia dovette presidiarla 24 ore su 24 contro i cosiddetti anti-doggers. Nel dicembre del 1907, mille studenti di medicina marciarono per il centro di Londra sventolando striscioni contro il cane marrone e scontrandosi con le suffragette, i sindacati e 400 poliziotti, il primo di una serie di scontri noti come i disordini del cane marrone.
Nel marzo del 1910, stanco della controversia, il consiglio di Battersea mandò nel cuore della notte quattro operai scortati da 120 poliziotti per rimuovere la statua che fu fusa dal fabbro del consiglio malgrado una petizione di 20000 firme.
Una nuova statua del cane marrone è stata commissionata dai gruppi anti-vivisezione oltre 70 anni dopo e inaugurata nel parco di Battersea nel 1985. Peter Mason scrisse nel 1997 che tutto ciò che era rimasto della vecchia statua era un cumulo sul marciapiede e la scritta su un recinto vicino che recitava "No cani".